# Pripps Blå

Pripps Blå Export Logo (älter)

Pripps Blå ist ein schwedisches Bier, das seit 1959 gebraut wird und heute zur Produktpalette des Carlsberg-Konzerns gehört. Es trug zunächst den Namen Pripps Export, da es mit einem Alkoholgehalt von bis zu 5,2 % in Schweden als "Starkbier" (schwedisch: starköl) gilt, welches bis zum Jahr 1955 nur für den Export hergestellt werden durfte. Erst der Volksmund gab dem Bier seinen heutigen Namen, inspiriert durch das typische blaue Etikett mit der Horizontlinie zwischen Himmel und Meer und dem Segelschiff, das an die Herkunft aus der Schifffahrtsstadt Göteborg erinnern soll.
Pripps Blå wird in Varianten mit verschiedenen Alkoholgehalten angeboten: 2,2 %, 2,8 %, 3,5 %, 5,0 % und 5,2 %. In Schweden wird dieses Bier am häufigsten in der Light-Variante getrunken.
1990 wurde Pripps Blå 3,5 bei den Brewing Industry International Awards zum weltbesten Lagerbier seiner Stärkeklasse gekürt.

## Sortiment
- Pripps Blå (2,2 % 2,8 % 3,5 % 5,0 % 5,2 %)
- Pripps Blå Pure (4,8 %)
- Pripps Blå Light (2,8 % 3,5 % 4,8 %)
- Pripps Blå Extra Stark (7,2 %)
- Pripps Blå Sommarspecial (3,5 % mit Zitronenaroma)
- Pripps Julöl (2,2 % 3,5 % 5,0 % mit Pilsner- und Karamelmalz)